# Одобеску, Луминица
Луминица-Теодора Одобеску (рум. Luminița-Teodora Odobescu; род. 3 мая 1969, Регин, Муреш) — румынский дипломат. Член Национальной либеральной партии. Министр иностранных дел Румынии с 15 июня 2023 по 23 декабря 2024 года.

## Биография
Родилась 3 мая 1969 года в городе Регин в жудеце Муреш.
В 1992 году окончила Экономическую академию в Бухаресте. Получила докторскую степень в области международных экономических отношений.
С 1992 года по 1995 год была научным исследователем в институте «Вирджил Маджару».
С 1995 года по 1999 год занимала различные должности в службе Европейского союза департамента внешней торговли в министерстве иностранных дел. С 1999 года по 2002 год была начальником отдела департамента внешней торговли в министерстве иностранных дел, её обязанности касались управления торговыми отношениями между Румынией и Европейским союзом (ЕС) в рамках Соглашения об ассоциации с Европейским союзом. С 2002 года по 2007 год в качестве дипломата в постоянном представительстве Румынии при ЕС в Брюсселе руководила рядом важных переговоров о вступлении Румынии в ЕС (по вопросам энергетики, экономического и валютного союза, налогообложения, торговли). Она также вела переговоры по управлению торговыми отношениями Румынии с ЕС и мерам торговой защиты. После вступления Румынии в ЕС координировала и готовила заседания Комитета постоянных представителей государств-членов ЕС (Корепер). С июня 2008 года по февраль 2012 года — генеральный директор департамента Европейского союза в министерстве иностранных дел, отвечала за управление всеми вопросами, касающимися ЕС, и двусторонний политический диалог со странами-членами ЕС и странами-кандидатами ЕС (включая Турцию), а также с Европейской ассоциацией свободной торговли (ЕАСТ).
24 февраля 2012 года назначена государственным секретарём в министерстве иностранных дел Румынии.
15 июня 2023 года назначена министром иностранных дел Румынии в правительстве под руководством премьер-министра Марчела Чолаку, сменила Богдана Ауреску.
Свободно владеет английским и французскими языками, знает основы испанского.

## Награды
- Офицер ордена Звезды Румынии (13 декабря 2024 года)[4]
- Кавалер ордена Звезды Румынии (2019 год)[5]
- Офицер ордена «За дипломатические заслуги» (2007 год)[6]
- Орден князя Ярослава Мудрого III степени (4 сентября 2023 года, Украина) — за весомый личный вклад в укрепление межгосударственного сотрудничества, поддержку государственного суверенитета и территориальной целостности Украины, популяризацию Украинского государства в мире[7]
- Орден Почёта (3 февраля 2025 года, Молдавия)[8]
- Кавалер ордена Почётного легиона (2015 год, Франция)[9]
- Большой крест заслуг со звездой ордена «За заслуги перед Федеративной Республикой Германия» (2023 год, Германия)[9]

## Личная жизнь
Замужем, мать двоих сыновей.